# Papamosques gris
El papamosques gris o matamosques (Muscicapa striata) és una espècie d'ocell de la família dels muscicàpids (Muscicapidae) que es pot observar als Països Catalans. Al País Valencià és conegut com a mastegatatxes.

## Abundor de noms a les Balears
A Mallorca rep els noms de becafigues, becafigo, papafigues, papafiga, papafigo, papafígol, pagof(r)igo, menjafigues, figuer (Mall), figuerol, blanqueta, jua, juia d'estiu (àrea de Sóller, Alaró, Bunyola i alt.), llosca (comarca d'Artà), caçamosques (a ponent de les Balears), capçotí (Menorca), matamosques (Son Servera, Son Carrió Manacor), enclotxamosques, menjamosques (Sant Joan i alt.), mosquero (Maria i voltants), mosquerola (Val.), bitxal (Val.), pagofigo (Felanitx), petxeta. (àrea de Biniamar, Selva i alt.), pillamosques (Felanitx, Petra, Sineu), tatxeta (àrea de Lloret i alt.), xícara, xixera, xiguera, etxiguera, xipret (Menorca).

## Morfologia
Fa 14 cm de llargària total i 24 cm d'envergadura alar. Pesa uns 17 g. És bastant esvelt. Parts superiors de color bru grisenc i les inferiors blanquinoses amb el pit lleugerament llistat. Té unes estries fosques al cap, les ales llargues, les potes curtes i negres, el bec negre i el cap gros i arrodonit. Els exemplars immadurs són més marronosos que els adults.

## Ecologia
Menja dípters i himenòpters, tot i que les mosques són el seu aliment predilecte i les captura després d'haver-les estat controlant des d'un lloc de guaita. És estiuenc i migrador. Pot arribar a viure 9 anys Se situa sobre branques i pals des d'on se llança, en vol ràpid, a la caça d'insectes voladors. Sovint es pot sentir un «clac», com si fos un esclafit de llengua, quan la presa és aglapida amb el bec.
Cria a Europa i hiverna a l'Àfrica tropical i meridional o a l'Índia. Als Països Catalans ocupa ambients diversos, com marges de boscos, conreus i jardins, però no es troba a les muntanyes més altes. És molt abundant als pinars. També és present a les garrigues costaneres sempre que tinguin arbres d'un cert port on fer els nius. És una de les poques espècies d'ocells que ocupa l'alzinar essent-hi l'espècie més abundant després del ferrerico blau (Parus caeruleus).
Fa un niu aixoplugat en arbres, en plantes enfiladisses, en murs, etc., emprant molsa, llana, pèlls i ho cimenta tot amb teranyines. Al maig-juny la femella hi pon 3 o 5 ous, que ella mateixa, principalment, cova al llarg de tretze dies. Ambdós pares s'encarreguen d'encebar els petits, que als 12-13 dies volen. Realitzen dues postes.

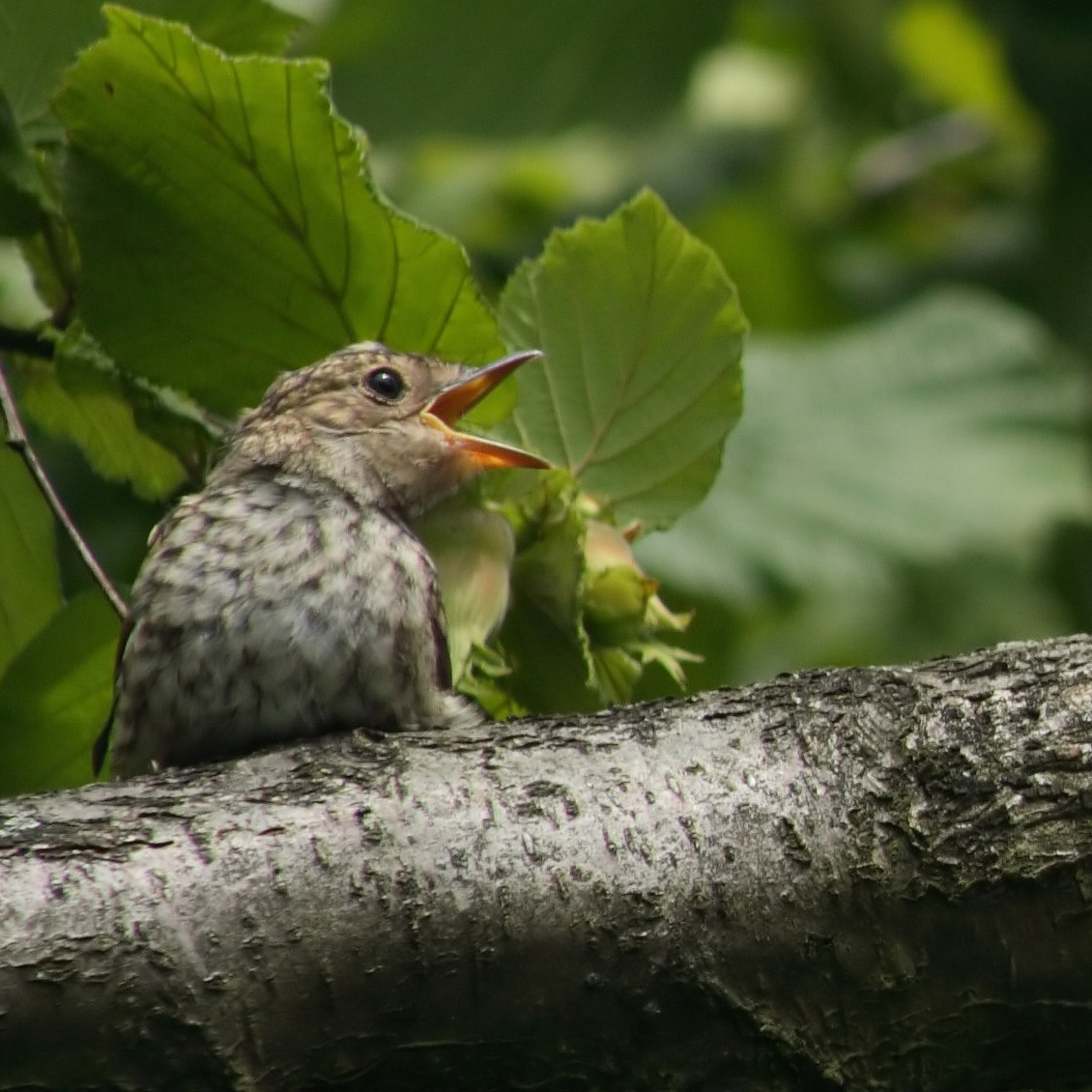
Exemplar immadur fotografiat a Alemanya
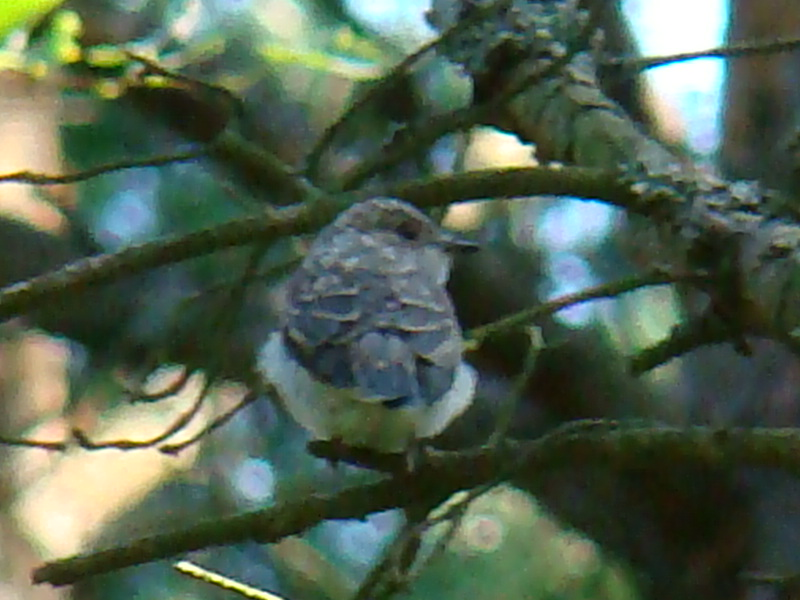
Exemplar fotografiat a Lituània
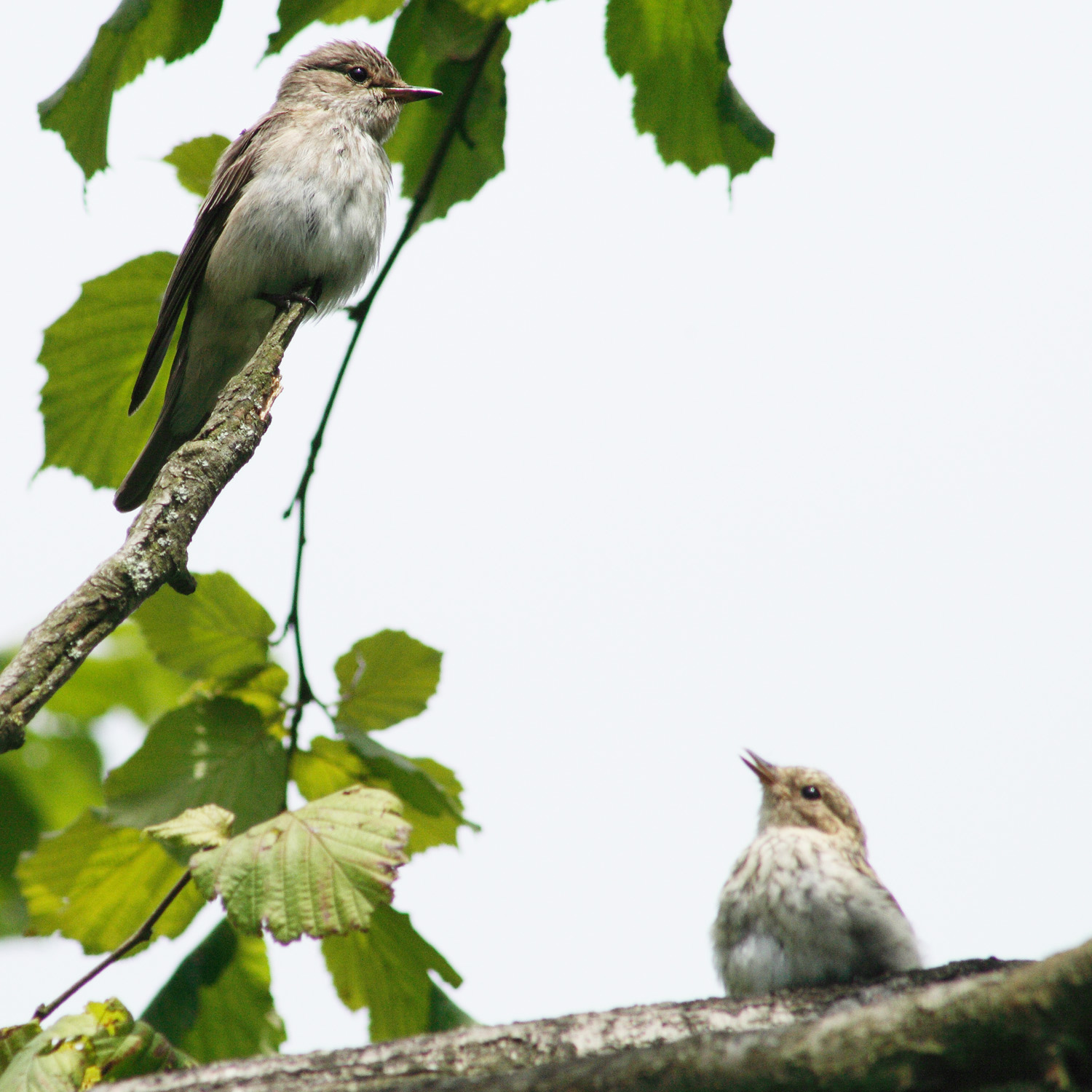
Exemplars fotografiats a Alemanya
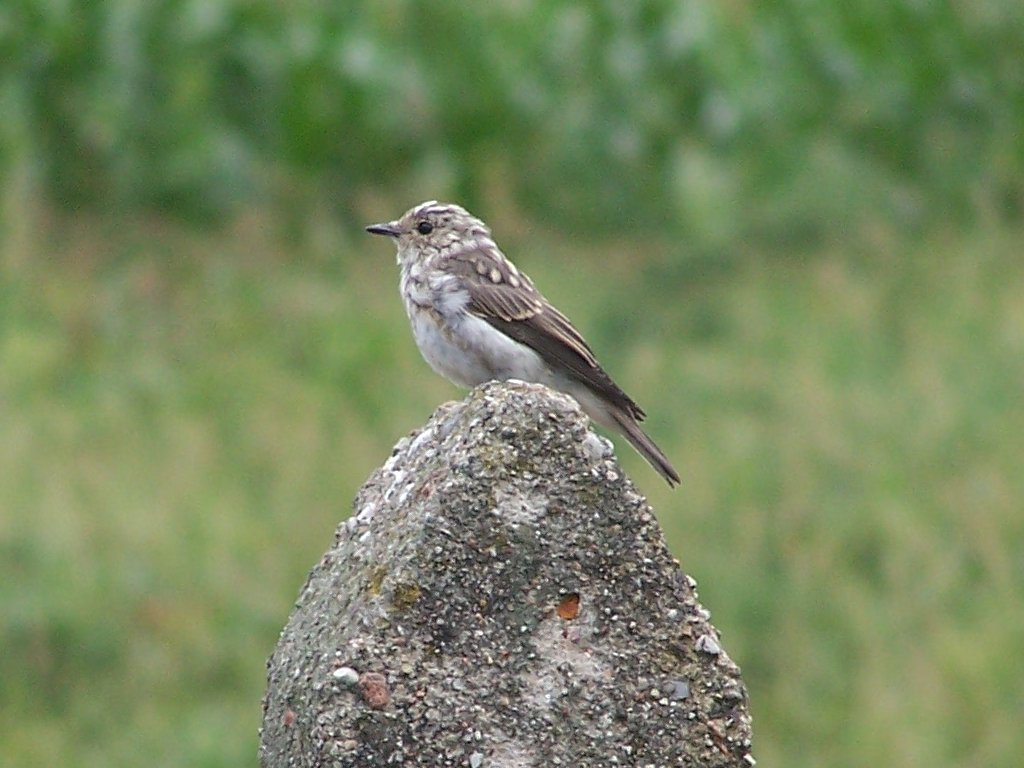
Papamosques gris fotografiat a Polònia